# Чуево
Чуево — село в Губкинском городском округе Белгородской области, центр Чуевской территориальной администрации.

## География
Село Чуево расположено на юго-востоке Среднерусской возвышенности, в зоне лесостепи и граничит с Прохоровским районом. Находится в 44 километрах от районного центра Губкина. Ближайшая железнодорожная станция «Прохоровка» находится в 40 км. В 10 км от села проходит трасса Белгород—Воронеж.

## История
Местные краеведы считают основателем села служилого города-крепости Оскол – Чуева, получившего здесь землю за службу. Фамилия основателя поселения легла в основу его названия.
Со второй половины XVIII в. население села увеличилось, и это способствовало экономическому развитию: увеличению производства сельскохозяйственной продукции. Наряду с земледелием селяне стали заниматься огородничеством и садоводством.
В 1831 году в связи с территориально-административными изменениями Чуево вошло в состав Скороднянской волости Старооскольского уезда Курской губернии.
В 1859 году в селе построена деревянная церковь во имя великомученика Димитрия Солунского, обшитая тесом и покрытая железом. В 1880 году у церкви построена деревянная сторожка и дом с кухней.
В 1891 году, по решению земского собрания, в селе открывается одноклассное земское училище. В 1893 году была открыта школьная библиотека. В 1897 году в селе открылась церковно-приходская школа Курской епархии.
Зимой 1918 года в селе установилась советская власть.
С июля 1928 года Чуево являлось центром Чуевского сельского Совета (село, деревня и 5 хуторов) в Скороднянском районе. С 1929 по 1932 в селе создано три колхоза: «Заря трудящихся», «Ответ вредителям» и «Потребкооперация».
В 1937 году была организована Чуевская МТС.
В июне 1942 года село было оккупировано немецкими войсками. 6 февраля 1943 года село было освобождено советскими войсками.
В ноябре 1951 года все колхозы сельсовета объединились в колхоз им. Свердлова.
В апреле 1962 года Чуевский сельский Совет вошел в состав новообразованного Губкинского района.
В 1982 году в Чуево была построена дорога с твердым покрытием, в 1989 году началась газификация села.

## Праздники
В 2004 году было принято решение о ежегодном проведении праздника Дня села в престольный праздник Димитрия Солунского 8 ноября.

## Население
Десятая ревизия в 1857 году переписала в Чуево «440 душ мужского пола». По документам переписи 1885 года село Чуево насчитывало 157 дворов «крестьян государственных душевочетвертных», 1328 жителей (666 мужск. и 662 женск. пола).
В 1932 году в Чуево — 1869 жителей.

На 17 января 1979 года в Чуево — 1121 житель, на 12 января 1989 года — 1056 (478 муж., 578 жен.).
| 2002 | 2010  | 2011  | 2013  | 2015 | 2016 |
| ---- | ----- | ----- | ----- | ---- | ---- |
| 1168 | ↘1164 | ↘1054 | ↘1027 | ↘984 | ↗987 |

## Известные уроженцы
- Чуев, Гавриил Васильевич (1910—1969) — полный кавалер ордена Славы.